# Marcin Hintz
Marcin Ryszard Hintz (ur. 21 maja 1968 w Warszawie) – polski duchowny luterański, teolog, profesor ChAT, proboszcz parafii ewangelickiej w Sopocie, od 2011 biskup diecezji pomorsko-wielkopolskiej.

## Życiorys

### Wykształcenie
Kształcił się w zakresie teologii ewangelickiej na Chrześcijańskiej Akademii Teologicznej w Warszawie (1987–1992) oraz filozofii na Uniwersytecie Warszawskim (1988–1993). Od 1991 pracuje w Katedrze Teologii Systematycznej Chrześcijańskiej Akademii Teologicznej. W latach 1993–1994 przebywał na stypendium doktoranckim na Uniwersytecie w Bonn.

### Służba kościelna
W 1995 został ordynowany na duchownego Kościoła Ewangelicko-Augsburskiego w RP. W latach 1995–1998 pracował jako wikariusz w Żyrardowie, następnie był ewangelickim kapelanem wojskowym i dziekanem Nadwiślańskich Jednostek Wojskowych MSWiA (1998–2001). W latach 2000–2011 był proboszczem parafii w Częstochowie.
30 października 2009 został nominowany do funkcji Naczelnego Kapelana Wojskowego Ewangelickiego Duszpasterstwa Wojskowego przez Kolegium Wyborcze Kościoła Ewangelicko-Augsburskiego w RP, jednak w dniu 23 lutego 2010 zrezygnował z objęcia tego urzędu. 14 listopada 2010 został wybrany proboszczem parafii w Sopocie, 28 listopada został wprowadzony w urząd. 4 grudnia 2010 został wybrany biskupem diecezji pomorsko-wielkopolskiej.
Konsekrowany na biskupa i wprowadzony w urząd Biskupa Diecezjalnego Diecezji Pomorsko-Wielkopolskiej 19 lutego 2011, w kościele Zbawiciela w Sopocie.

### Kariera naukowa
W 2001 uzyskał stopień doktora na Wydziale Teologicznym ChAT na podstawie rozprawy Wolność sumienia w Polsce po roku 1989 z perspektywy ewangelickiej. Analiza teologiczna. W 2008 uzyskał stopień doktora habilitowanego na podstawie dorobku i monografii pt. Etyka ewangelicka i jej wymiar eklezjalny. Studium historyczno-systematyczne. W tym samym roku został profesorem nadzwyczajnym i kierownikiem Katedry Teologii Systematycznej. Pełni funkcję kierownika Sekcji Teologii Ewangelickiej Wydziału Teologicznego ChAT. Jest autorem wielu artykułów naukowych z zakresu teologii, etyki ewangelickiej i ekumenizmu. W 2011 został wybrany na członka Komitetu Nauk Teologicznych Polskiej Akademii Nauk, a 31 stycznia 2012 powołano go w skład prezydium Komitetu. W 2019 został członkiem Rady Naukowej czasopisma „Studia i Dokumenty Ekumeniczne”.
30 maja 2019 został członkiem Rady Uczelni Chrześcijańskiej Akademii Teologicznej w Warszawie.
Do 2024 r. wypromował 12 doktoratów, m.in.:
- Jerzy Sojka (2012)
- Roman Pracki (2014)
- Adam Malina (2014)
- Grzegorz Giemza (2014)

Laureat Nagrody Naukowej Miasta Gdańska im. Jana Heweliusza w dziedzinie nauk humanistycznych i społecznych za rok 2019.

## Ważniejsze publikacje
- Kościół – pluralizm – Europa (red.), Komitet Krajowy Światowej Federacji Luterańskiej, Warszawa 2005.
- Chrześcijańskie sumienie. Rozważania o etyce ewangelickiej, Wyd. „Głos Życia”, Katowice 2006.
- Etyka ewangelicka i jej wymiar eklezjalny. Studium historyczno-systematyczne, ChAT, Warszawa 2007.
- Ekumenizm i ewangelicyzm. Studia ofiarowane Profesorowi Karolowi Karskiemu w 70. urodziny, (red. wspólnie z Tadeuszem J. Zielińskim), ChAT, Warszawa 2010.
- Ewangelickie Prawo Kościelne 1918–2018. Zbiór tekstów prawnych Kościołów ewangelickich w Polsce (red. nauk. wspólnie z Michałem Hucałem), Wydawnictwo Naukowe ChAT, Warszawa 2018.
- Kościół i urząd kościelny w dokumentach i opracowaniach Światowej Federacji Luterańskiej, (red. wspólnie z Jerzym Sojką), Wydawnictwo Augustana, Bielsko-Biała 2014.
- Na początku był Chrystus. Z bp. Marcinem Hintzem, bp. Jerzym Pańkowskim i bp. Grzegorzem Rysiem rozmawiali Jakub Drath i Janusz Poniewierski, Wydawnictwo Znak, Kraków 2016.
- Wielowymiarowość ewangelickiego prawa kościelnego. Analiza porównawcza i teologiczno-prawna (wspólnie z Michałem Hucałem), Wydawnictwo Naukowe ChAT, Warszawa 2018.